# Miloš Alexander Bazovský

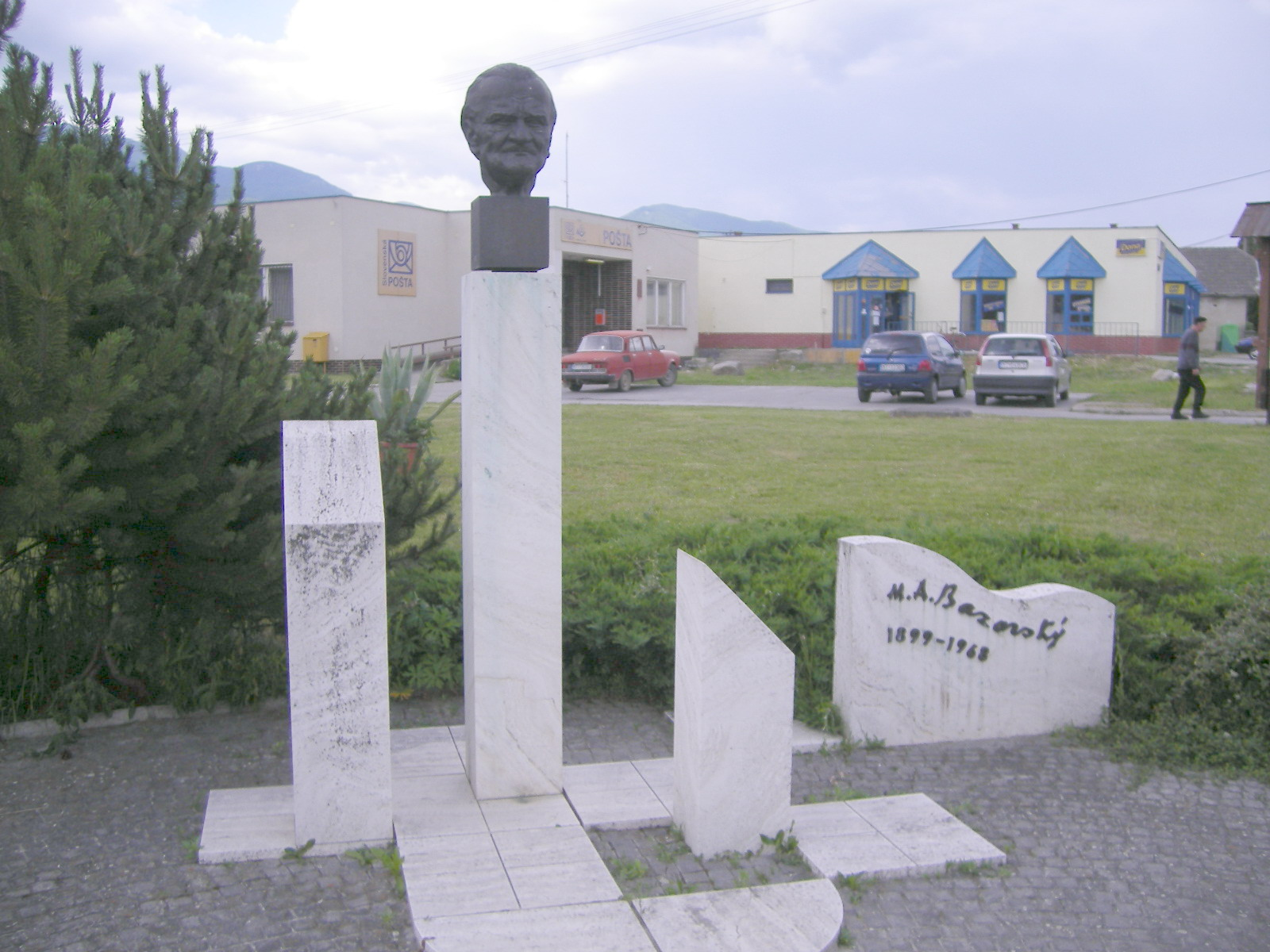
Malířův památník v rodných Turanech

Miloš Alexander Bazovský (11. ledna 1899, Turany – 15. prosince 1968, Trenčín) byl slovenský malíř, inspirovaný lidovým uměním, zakladatel slovenské výtvarné moderny.

## Život
Studoval na Akademii výtvarných umění v Budapešti, na Akademii výtvarných umění v Praze a na soukromé malířské škole ve Vídni.
V roce 1964 byl jmenován národním umělcem.

## Významná díla
- Detvianska melódia
- Detviansky laz
- Na horný koniec
- Horúci deň
- Námestie
- Z paše
- Žltý most
- Malatiná
- Večer na dedine

## Galerie

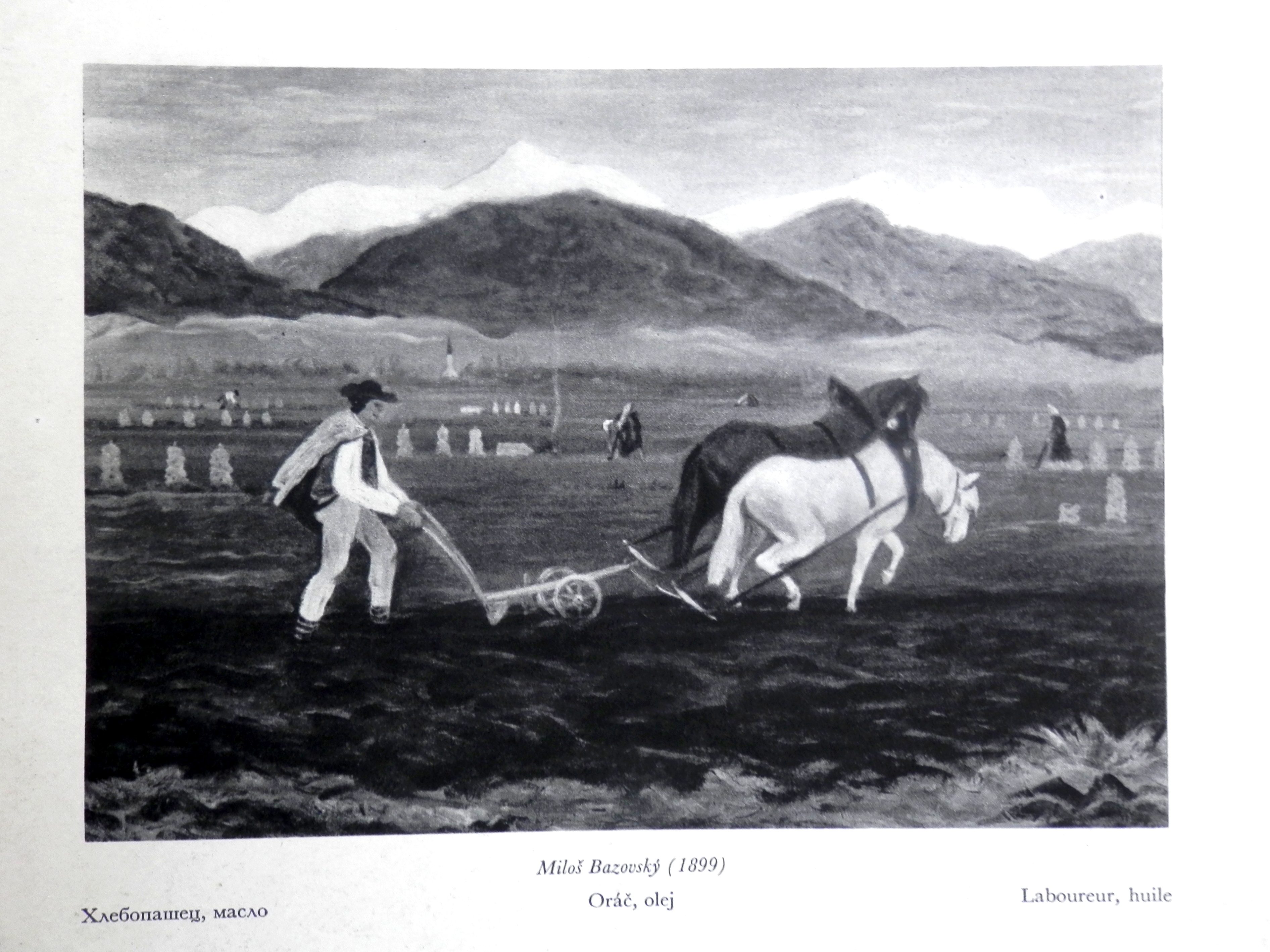
Oráč